# エルデネツォグト・サラントゴス
エルデネツォグト・サラントゴス（モンゴル語: Эрдэнэцогтын Сарантогос、英語: Erdenetsogt Sarantogos、1975年 - ）は、モンゴル国の外交官。モンゴル人民共和国（当時）の首都ウランバートル出身。母国語のモンゴル語に加えて、日本語・ロシア語・英語に堪能。
早稲田大学への留学経験や駐日大使館での在外勤務経験があるほか、第4回（2017年）および第5回（2019年）の日・モンゴル外交・防衛・安全保障当局間協議にアジア太平洋局長として参加している。

## 学歴
- 1992年 - 1997年: モンゴル国立大学国際関係学科 国際関係学学士[2]
- 2000年 - 2002年: 早稲田大学大学院アジア太平洋研究科 国際関係学修士[2][3]
- 2009年 - 2010年: アデレード大学 国際経済学博士[2]

## 経歴
- 1997年 - 2000年: 外務省（英語版） アジア局 専門職員[2]
- 2002年 - 2004年: 外務省 政策企画情報分析局 三等書記官[2]
- 2004年 - 2007年: 駐日大使館 三等書記官[2]
- 2007年 - 2009年: 外務省 アジア局 二等書記官[2]
- 2010年 - 2012年: 外務省 政策企画情報分析部 一等書記官[2]
- 2012年 - 2014年: 駐日大使館 貿易経済担当参事官[2][3]
- 2014年 - 2016年: 駐日大使館 参事官[2]
- 2016年　　　　　　: 外務省 政策企画調整局長[2]
- 2016年 - 2017年: 外務省 アジア太平洋局 次長[2]
- 2017年 - 2022年: 外務省 アジア太平洋局長[2]
- 2022年 - 2023年: 駐韓大使館　特命全権大使[2]
- 2023年 - 現職: 駐カナダ大使館　特命全権大使[2]